# Conus buxeus
Espèce
Conus buxeus est une espèce de mollusques gastéropodes marins de la famille des Conidae.
Comme toutes les espèces du genre Conus, ces escargots sont prédateurs et venimeux. Ils sont capables de « piquer » les humains et doivent donc être manipulés avec précaution, voire pas du tout.

## Description
La taille de la coquille varie entre 30 mm et 135 mm.

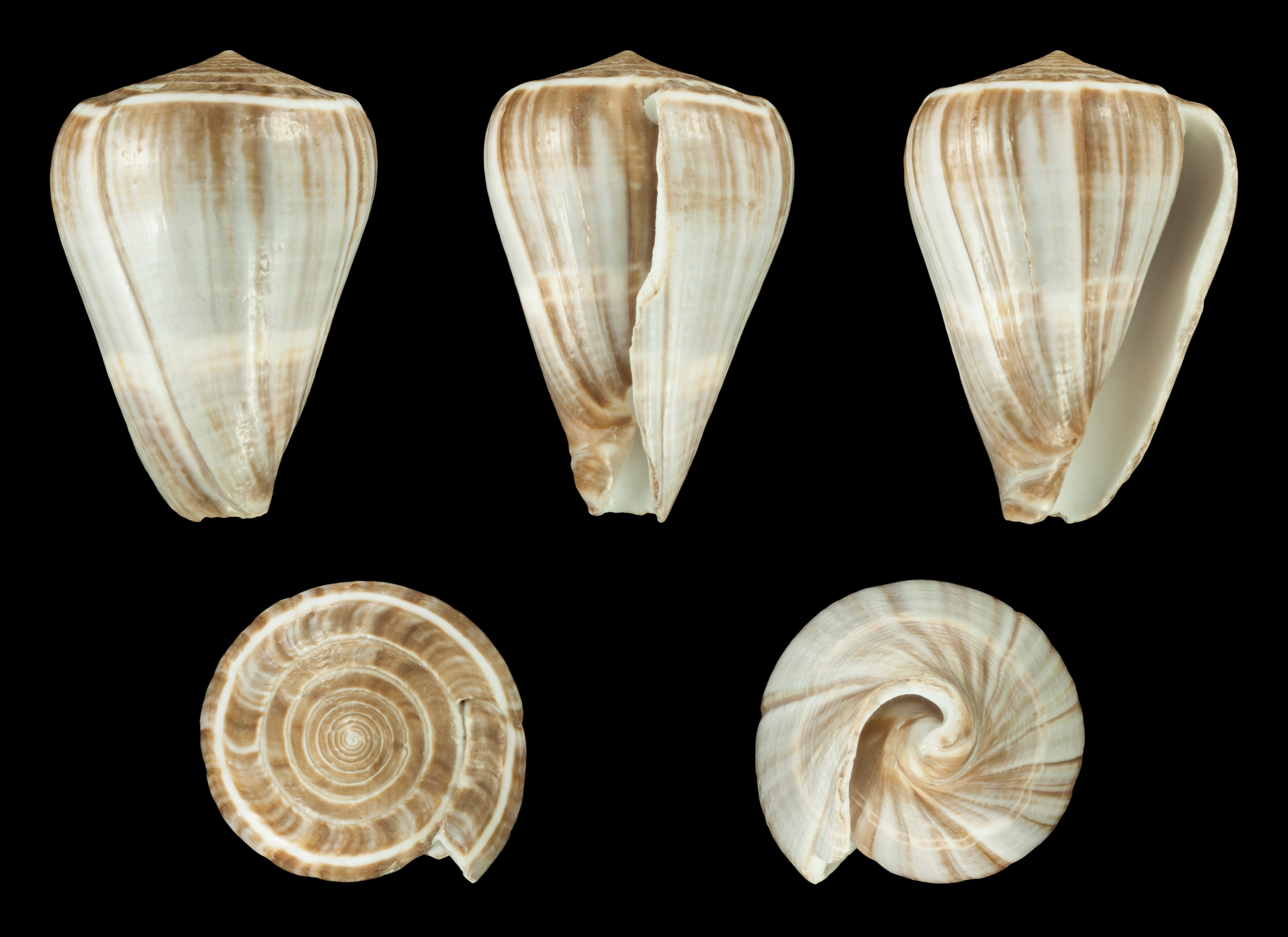
Conus buxeus loroisii

## Distribution
Cette espèce est présente dans le Pacifique indo-occidental.

## Taxonomie

### Publication originale
L'espèce Conus buxeus a été décrite pour la première fois en 1798 par le malacologiste allemand Peter Friedrich Röding (1767-1846) dans la publication intitulée « Catalogus cimeliorum e tribus regnis naturæ quæ olim collegerat Joa »,.

### Synonymes
- Conus (Dendroconus) buxeus (Röding, 1798) · appellation alternative
- Cucullus buxeus Röding, 1798 · non accepté (combinaison originale)
- Dendroconus buxeus (Röding, 1798) · non accepté

### Sous-espèces
- Conus buxeus buxeu (Röding, 1798)
- Conus buxeus loroisi Kiener, 1846, accepté en tant que Conus loroisi Kiener, 1846

### Synonymes
- Conus (Phasmoconus) rokokorum (Monnier, Prugnaud & Limpalaër, 2021) · appellation alternative
- Phasmoconus (Phasmoconus) rokokorum Monnier, Prugnaud & Limpalaër, 2021 · non accepté (protonyme)
- Phasmoconus rokokorum Monnier, Prugnaud & Limpalaër, 2021 · non accepté (combinaison originale)

## Identifiants taxonomiques
Chaque taxon catalogué par les bases de données biologiques et taxonomiques possède un identifiant qui permet d'établir un point de référence. Les identifiants de Conus buxeus dans les principales bases sont les suivants :
CoL : XX3K - GBIF : 5795813 - iNaturalist : 956487 - WoRMS : 428942